# Arne Broman
Arne E. Broman, född 1913, död 1995, var en svensk matematiker som arbetade med matematisk analys. Han fick sin doktorsexamen vid Uppsala universitet 1947 med en avhandling om fourieranalys, och hade Arne Beurling som handledare. Han arbetade som gymnasielärare från 1938 till 1954, och från 1954 var han laborator/biträdande professor vid Chalmers tekniska högskola. Bromans väl strukturerade kompendier för högskolans inledande matematikkurser hör till hans viktigaste insatser som akademisk lärare. Han skrev också flera böcker om matematiska tillämpningar. 
Broman är far till fysikern Lars Broman och morfar till den matematiske statistikern Olle Häggström.